# 祖母井町
祖母井町（うばがいまち）は栃木県芳賀郡に属していた町である。現在は芳賀町の一部となっている。

## 地理
現在の芳賀町の東部に位置する。
- 河川：五行川

## 歴史

### 沿革
- 1889年（明治22年）4月1日 - 町村制施行により、祖母井村、稲毛田村、上延生村、下延生村、与能村が合併し芳賀郡祖母井村が成立する。 祖母井・稲毛田・上延生・下延生・与能がそれぞれ祖母井村の大字となる。
- 1928年（昭和3年）11月1日 - 祖母井村が町制施行し祖母井町となる。
- 1954年（昭和29年）3月31日 - 祖母井町は南高根沢村、水橋村とともに合併し芳賀町が発足。同日祖母井町は廃止。祖母井町の5大字はすべて芳賀町に継承。

### 変遷
| 1868年 以前 | 1868年 以前 | 明治22年 4月1日 | 昭和3年 11月1日 | 昭和29年 3月31日 | 現在   |
| ----------- | ----------- | --------------- | --------------- | ---------------- | ------ |
|             | 祖母井村    | 祖母井村        | 町制            | 芳賀町           | 芳賀町 |
|             | 稲毛田村    | 祖母井村        | 町制            | 芳賀町           | 芳賀町 |
|             | 上延生村    | 祖母井村        | 町制            | 芳賀町           | 芳賀町 |
|             | 下延生村    | 祖母井村        | 町制            | 芳賀町           | 芳賀町 |
|             | 与能村      | 祖母井村        | 町制            | 芳賀町           | 芳賀町 |

## 大字
現在はすべて芳賀町の大字として継承されている。
- 祖母井（うばがい）
- 稲毛田（いなげた）
- 上延生（かみのぶ）
- 下延生（しものぶ）
- 与能（よのう）

## 人口・世帯

### 人口
総数 [単位： 人]
| 1891年（明治24年） | 3,707 |
| 1920年（大正 9年） | 4,937 |
| 1935年（昭和10年） | 5,193 |
| 1950年（昭和25年） | 7,146 |

### 世帯
総数 [単位： 世帯]
| 1920年（大正 9年） | 876   |
| 1935年（昭和10年） | 988   |
| 1950年（昭和25年） | 1,226 |

## 首長
町長
- 杉田一郎